# Synallaxe subantarctique
Aphrastura subantarctica
Espèce
Le Synallaxe subantarctique (Aphrastura subantarctica) est une espèce de passereaux appartenant à la famille des Furnariidae. On l'observe dans les îles Diego Ramirez.